# Hypercompe chryseis
Hypercompe chryseis är en fjärilsart som beskrevs av Olivier 1790. Hypercompe chryseis ingår i släktet Hypercompe och familjen björnspinnare. Inga underarter finns listade i Catalogue of Life.